# Saint-Christophe-sur-Roc
Saint-Christophe-sur-Roc ist eine französische Gemeinde mit 566 Einwohnern (Stand: 1. Januar 2022) im Département Deux-Sèvres in der Region Nouvelle-Aquitaine (vor 2016: Poitou-Charentes). Sie gehört zum Arrondissement Parthenay und zum Kanton Autize-Égray.

## Geographie
Saint-Christophe-sur-Roc liegt etwa 13 Kilometer nordnordöstlich von Niort. Umgeben wird Saint-Christophe-sur-Roc von den Nachbargemeinden Champdeniers im Westen und Norden, La Chapelle-Bâton im Osten sowie Cherveux im Süden.

## Bevölkerungsentwicklung
| Jahr                       | 1962 | 1968 | 1975 | 1982 | 1990 | 1999 | 2006 | 2019 |
| Einwohner                  | 640  | 618  | 536  | 468  | 472  | 453  | 535  | 569  |
| Quellen: Cassini und INSEE |      |      |      |      |      |      |      |      |

## Sehenswürdigkeiten
- romanische Kirche Saint-Christophe
- Hosianna-Kreuz, 9 Meter hoch, Monument historique seit 1889

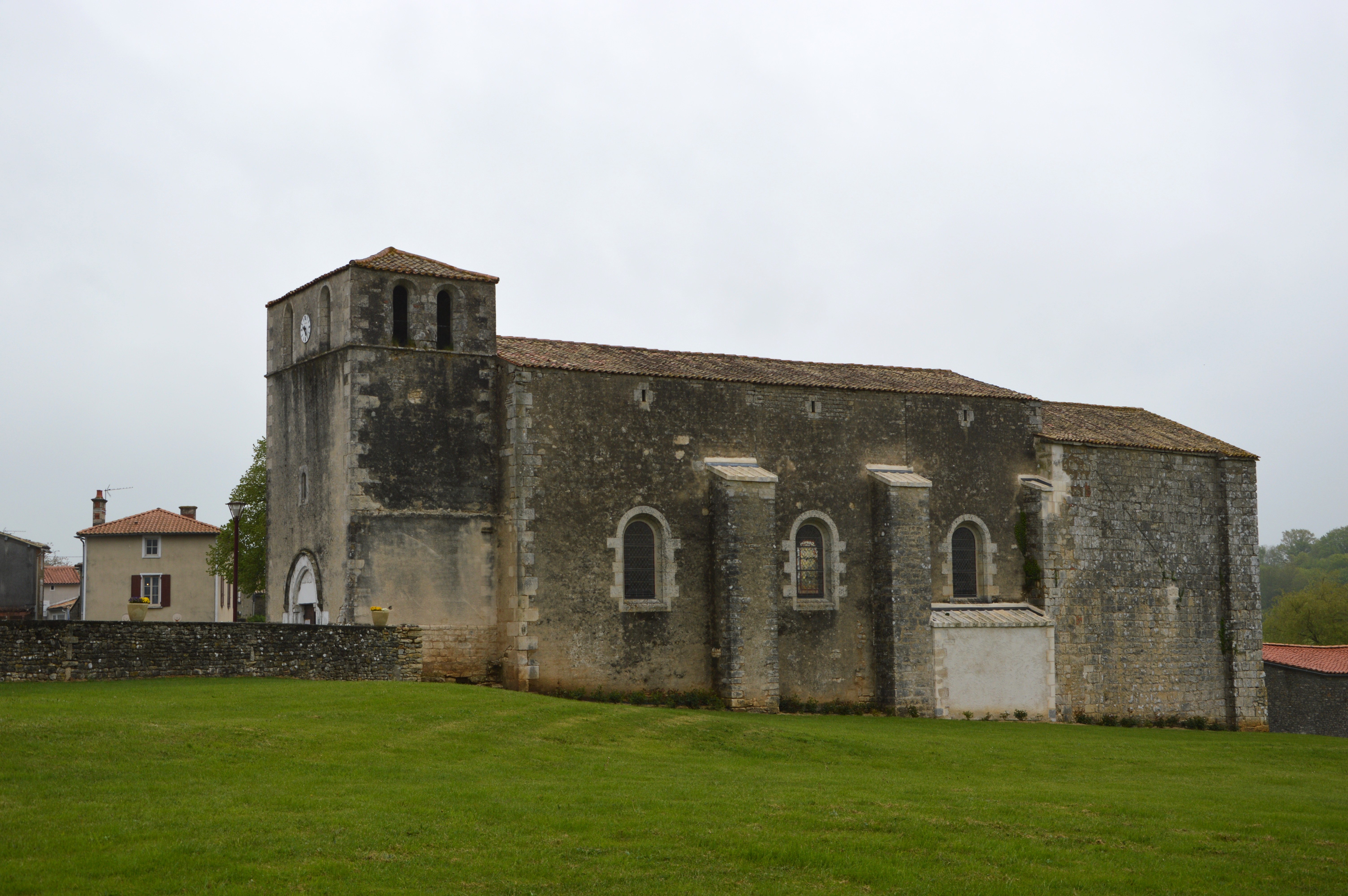
Kirche Saint-Christophe
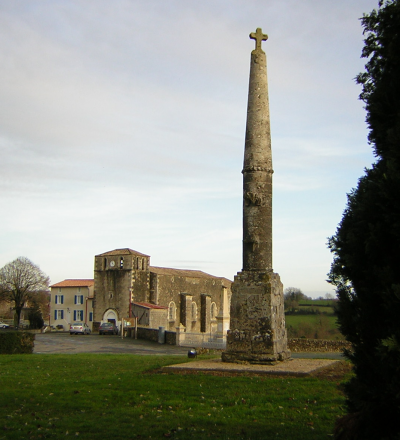
Hosianna-Kreuz